# Андреас Моріц
Андреас Моріц (англ. Andreas Moritz, 27 січня 1954, Штутгарт, Німеччина  — 21 жовтня  2012, США) — натуропат, спеціаліст з Аюрведа, практикував і викладав медитацію, йогу, правильне харчування, іридодіагностика, шиацу та вібраційну терапію протягом більше 30 років. Письменник та художник. Автор 16 книг із самооздоровлення, у тому числі таких, як "Дивовижне очищення печінки", "Вічні секрети здоров'я та довголіття", "Рак - це не хвороба - це механізм виживання".

## Біографія
Народився на південному заході Німеччини, Андреас Моріц з раннього віку страждав від кількох важких захворювань, що змусило його вивчати дієту, харчування та різні методи природного лікування ще в дитинстві.
У 1970 році Моріц почав займатися медитацією та йогою для лікування низького кров'яного тиску. До 19 років він полегшив свої симптоми завдяки своїй практиці.
До 20 років він завершив своє навчання як з дієтології, так і по Іридології (діагностика по райдужній оболонці ока). Після закінчення навчання іридології у свого дядька, доктора Гаррі Кірхофера, провідного лікаря-іридолога та натуропату в Німеччині, в 1980 році Моріц приступив до вивчення та проведення досліджень у галузі медицини розуму та тіла в Європейському дослідному університеті Махаріші (MERU) в Швейцарії.
У 1981 році в рамках навчання в MERU Моріц почав вивчати аюрведичну медицину в Нью-Делі, Індія. З 1982 по 1983 рік Моріц познайомив глав держав та членів урядів Ефіопії та Кенії з більш цілісними підходами до охорони здоров'я, ніж ті, які були доступні на той час у цих бідних африканських країнах.
У 1988 році Моріц отримав вищу освіту з японського мистецтва зцілення шиацу в Британській школі шиацу в Лондоні, Англія. Пізніше у 1991 році він закінчив своє навчання аюрведі та отримав кваліфікацію практикуючого аюрведу у Новій Зеландії.
Моріц жив на острові Кіпр з 1985 по 1998 рік. Звідти він багато подорожував, читаючи лекції і пропонуючи альтернативні методи лікування тяжкохворим урядовим лідерам, включаючи покійного прем'єр-міністра Греції Андреаса Папандреу..
1998 року Моріц іммігрував до Міннесоти, США, де одружився і жив до кінця своїх днів.
У 1999 році Андреас Моріц відкрив оздоровчий центр Ener-Chi, щоб допомогти людям досягти оптимального здоров'я та благополуччя їхнього тіла, розуму та духу..

## Смерть
Андреас Моріц помер у жовтні 2012 року. Щодо причини смерті немає однозначної відповіді, тому що її смерть стала несподіванкою для всіх. Про причину смерті не було офіційно повідомлено ні з боку родичів, ні з боку лікарів, що породило різні чутки. Хтось вважав, що він помер від раку, а хтось висловив припущення, що Андреас Моріц став жертвою великої фармацевтики, яку постійно критикував.
За однією з версій, він зазнав отруєння пліснявою, що викликало ускладнення, які призвели до недостатності серцевого клапана, пов'язаної з тяжкою аритмією в дитинстві..

## Альтернативні методи лікування
Замість того, щоб задовольнятися простим лікуванням симптомів хвороби, Андреас Моріц присвятив своє життя розумінню та лікуванню першопричини хвороби. Завдяки такому цілісному підходу він досягав успіху у випадках невиліковної хвороби, коли звичайні методи лікування виявлялися марними.
Найбільшу популярність у всьому світі Андреас Моріц набув завдяки розробленій ним методиці очищення печінки та жовчного міхура. За словами Моріца, у більшості дорослих у промислово розвиненому світі, особливо у тих, хто страждає на хронічні захворювання, такі як хвороби серця, спини, артрит, діабет, рак або розсіяний склероз, є сотні, якщо не тисячі жовчних каменів, які блокують жовчні протоки печінки. Згідно з його методом очищення печінки, людина повинна випивати в певних пропорціях оливкову олію та лимонний чи грейпфрутовий сік. Передбачається, що дана суміш сприятиме виведенню каменів з печінки, жовчних проток і жовчного міхура.
У своїх відгуках про очищення печінки та жовчного міхура за методом Андреаса Моріца, люди писали про ряд позитивних змін у своєму самопочутті: появу легкості в тілі, зникнення хронічних захворювань, нормалізацію ваги, поліпшення стану шкіри та багато іншого. Практично всі зазначали, що під час чищення позбулися великої кількості каменів, після чого стан здоров'я помітно покращився.. 
Так само, хороші результати показала рекомендована Моріцом чистка кишечника за допомогою Гідроколонотерапія, коли після ряду чисток організм позбавлявся великої кількості застарілих шлаків і паразитів..
Колишня красуня Victoria's Secret та голландська супермодель Даутцен Крез на своєму каналі YouTube ділилася подробицями своєї чистки печінки та товстої кишки, керуючись рекомендаціями з книги Моріца. Наводячи цитату з його книги: "Якщо хочеш досягти зовнішньої краси, необхідно спочатку розвинути внутрішню красу" вона повідомила, що позбавилася каменів, які за розміром були схожі на нут і які сповнені токсинів .
Засновниця Школи здоров'я Надія Семенова, говорячи про медичні способи лікування жовчного міхура, наводила цитату Мориця з книги "Дивовижне очищення печінки": "Якщо один камінь виявляється в жовчному міхурі, то двадцять тисяч каміння ще залишається в печінці", тим самим показуючи, що видалення жовчного міхура або чищення за допомогою медичних препаратів не здатні повністю вирішити проблеми, викликані утворенням каміння.
Лікувальні властивості оливи та оливкової олії згадуються ще в Корані. В одному з досліджень про корисні властивості рослин, згаданих у Корані та Сунні, наводиться цитата Андреаса Мориця з книги "Дивовижне очищення печінки", де йдеться, що чищення за допомогою оливкової олії "вивільняє ряд речовин, які закупорюють очищаючі органи тіла, створюючи небезпечний простір".
Фахівець з натуральної медицини та харчування Філіп Вікс у своїй книзі "Зроби себе краще: практичний посібник з відновлення благополуччя свого тіла за допомогою давньої медицини" згадував відомий з давніх-давен спосіб очищення жовчного міхура за допомогою оливкової олії і рекомендував керуватися методикою, розробленою Андреасом Моріцем. 
А доктор Террі Коул-Уіттакер, яка робила чищення печінки більше 30 разів, у своїй книзі "Живіть своїм блаженством: практики, які приносять щастя та процвітання" рекомендує використати книгу Андреаса Моріца "Дивовижне очищення печінки", як гід з чищення печінки.
Моріц вважав, що Ци - це енергія життєвої сили і вона виходить з рівноваги, коли людина хвора, і збалансована, коли вона здорова. Він також вважав, що картини, які він писав, "наповнені закодованим світлом енергіями", які відповідають органам тіла. Він пропонував до продажу різні картини, які нібито зцілюють кров, мозок, очі та інші органи. За його словами, його мистецтво викликає "дуже глибокі зміни в полі життєвої енергії, що відповідає цьому органу".

## Ставлення до офіційної медицини
Андреас Моріц мав суперечливі думки про усталену медичну науку та вважав, серед іншого, що державні програми вакцинації – це організоване отруєння населення і що це міф, що вірус ВІЛ викликає СНІД. Він також вважав, що люди, які їдять продукти промислового виробництва, повільно накладають на себе руки. Фармацевтична промисловість, на його думку, продає «ліки», у яких незабаром виявляються фатальні побічні ефекти, а приватна система охорони здоров'я має багато недоліків, тому що вона повинна приносити прибуток, а не лікувати..
У своїй книзі "Рак - це не хвороба - це механізм виживання" Моріц описав рак як один із багатьох способів, за допомогою яких організм намагається змінити те, як людина бачить себе і ставиться до себе. Він додавав: "Як ви скоро дізнаєтесь, рак на нашому боці, а не проти нас". Моріц стверджував, що 95% всіх випадків раку виліковуються спонтанно, якщо ніяке лікування не перешкоджає такому самовідновленню Андреас Моріц і рак. / Ref>. Дипломований клінічний психолог і письменник Джилл Едвардс розділяла позитивний підхід Моріца, що розглядає рак, як механізм виживання тіла після токсичного навантаження.
Для обґрунтування своїх поглядів Андреас Моріц, у своїй книзі "Рак - це не хвороба - це механізм виживання", посилається на досвідченого професора онкології, доктора Джонс, який говорив: "Мої дослідження переконливо довели, що хворі на рак, які відмовляються від хіміотерапії та променевої терапії насправді живуть у чотири рази довше, ніж пацієнти, яких лікували, включаючи випадки раку грудей, які не лікували".
Книга Моріца надихнула інших людей, які зіткнулися з раком, змінити ставлення до проблеми і продовжувати боротися. 
Буквально в день своєї смерті - неділя, 21 жовтня о 5 годині ранку, він зробив свій останній пост у Facebook, в якому написав:
|                  | Якщо вам здається дивним, що Американське онкологічне суспільство, яке стверджує, що воно виступає проти раку, відмовляє людей від прийому добавок, що знижують ризик раку на 77%, то ви мало що знаєте про ACS. ACS - це організація, яка фактично запобігає профілактиці та відкрито підтримує продовження раку як спосіб збільшення своєї влади та прибутків. ACS - найбагатша некомерційна організація в Америці, яка має дуже тісні зв'язки з фармацевтичними компаніями, виробниками обладнання для мамографії та іншими корпораціями, які отримують прибуток від раку. |
| — Андреас Моріц] | |

## Критика
Відкликаючись несхвально щодо медикаментозного лікування раку, Моріц при цьому не надав жодних доказів своїх тверджень, а покладався на висновки Хардіна Джонса, медицинского работника из Калифорнийского университета, который, как сообщается, сказал: "Пациенты чувствуют себя так же или лучше, если их не лечить". 
Доктор медицини та філософії Девід Горський провів дослідження джерел, на які посилався Моріц, критикуючи хімеотерапію при лікуванні раку і дійшов висновку, що: "Одне дослідження з використанням неясних методів, опубліковане в маловідомому журналі 18 років тому, або інше дослідження, здавалося б, спеціально розроблене для зменшення очевидної переваги хіміотерапії, не змінюють цього, і цих досліджень недостатньо, щоб поставити під сумнів те, що ми знаємо про хіміотерапію. Так само, Девід Горскі зазначав, що Мориця не має жодного медичного ступеня, медичної ліцензії або навіть натуропатичної медичної ліцензії.
Керівник гепатологічного відділення Northwell Health доктор Девід Бернштейн висловлював сумніви щодо очищення печінки, стверджуючи, що не існує такої речі, як очищення печінки і що те, що вважають камінням, що вийшли з печінки, насправді "маленькі кульки" стільця ".
Багато суперечок з боку критиків викликали висловлювання Моріца щодо вакцинації дітей, в яких він заявляв, що введення дитині небезпечних мікроорганізмів знижує імунітет і що вакцини ніколи не зможуть замінити повноцінне харчування та здоровий спосіб життя..
Відсутність медичної ліцензії та наявність на веб-сайті Андреаса Моріца відмови від відповідальності при використанні його рекомендацій викликали критичні зауваження на його адресу .